# Skáldasögur
Skáldasögur (o las sagas de los poetas) es un apelativo moderno literario que identifica a diversas sagas islandesas que tienen como protagonistas principales a escaldos (o poetas escandinavos) de Islandia. En general, la trama de las sagas de los poetas comprende relatos sobre sus aventuras como poetas guerreros en Islandia y en otros lugares al margen de sus responsabilidades en el hird real noruego.

## Sagas
- Saga de Kormák
- Hallfreðar þáttr vandræðaskálds
- Saga de Bjarnar Hítdœlakappa
- Saga de Gunnlaugs ormstungu
- Saga de Egil Skallagrímson
- Saga de los Fóstbrœðra
- Saga de Víglundar

La saga de Víglundar en principio no pertenece a este grupo, pero algunos investigadores la incluyen en el compendio porque tiene muchos puntos en común como relato del amor de un poeta en la adversidad.
Los cuatro primeros son relatos de amores trágicos.